# Джим Аллевіна
Джим Аллевіна (фр. Jim Allevinah, 27 лютого 1995, Ажен, Лот і Гаронна) — габонський футболіст, лівий вінгер клубу «Клермон» та збірної Габону.

## Клубна кар'єра
Джим Аллевіна народився у футбольній родині, його батько, Серж Аллевіна, також був футболістом і виступав за команди SU Agen і CA Castets. Джин робив свої перші кроки в футболі у невеликій аматорській команд Entente Boé-Bon-Encontre. У її складі дебютував і на дорослому рівні, виступаючи у 8 і 9 за рівнем французькому дивізіоні.
У грудні 2014 року Джим приєднався до клубу 6 дивізіону «Ажен». Виступаючи у чемпіонаті Аквітанії, молодого футболіста помітив представник Другого дивізіону аматорського чемпіонату Франції, найнижчої загальнодержавної ліги клуб «Марманд», куди Аллевіна незабаром і перейшов. Завдяки його гарним виступам у ЧФА 2 вінгера швидко помітили професійні французькій клуби, такі як «Діжон» і «Бордо», які запропонували йому пройти перегляд, втім контракт так і не був підписаний.
Натомість наприкінці сезону 2015/16 він підписав контракт з клубом «Авірон Байонна», який щойно вилетів до ЧФА 2. У травні 2017 року гравця знову запросив на перегляд професіональний клуб, цього разу «Олімпік Нім» завдяки його гарному сезону (6 голів і 7 передач), але контракт знову підписаний не був.
Влітку 2018 року Джим підписав дворічний контракт з клубом «Ле-Пюї» з Національного чемпіонату 2. З цією командою Аллевіна став чемпіоном групи B і вийшов до третього французького дивізіону. Завдяки гарному сезону клуб Ліги 2 «Клермон» зробив пропозицію по трансферу гравця близько 25 000 євро і запропонував йому трирічний контракт.
Саме з «Клермоном» Джим Аллевіна підписав свій перший професійний контракт на три роки.13 червня 2019 року і дебютував на професіональному рівні в грі проти «Шатору» (3:0) у першому турі Ліги 2. У цій грі він вийшов наполе на заміну на 68 хвилині матчу замість Джейсона Бертоміє.
Протягом сезону 2020/21 Аллевіна зіграв у всіх 38 іграх чемпіонату, забив 12 голів і зробив шість результативних передач, а «Клермон» посів друге місце. вийшовши до Ліги 1. 8 серпня 2021 року у 1 турі Джим потрапив у стартову одинадцятку в грі проти «Бордо» (2:0) і таким чином дебютував у вищому дивізіоні Франції.

## Міжнародна кар'єра
12 березня 2019 року Аллевіну вперше викликав до національної збірної Габону тренер Даніель Кузен на матч у відбору на Кубок африканських націй 2019 року проти Бурунді. У цій грі, яка відбулась 23 березня, Аллевіна і дебютував у збірній, вийшовши у стартовому складі. Втім його команді була необхідна лише перемога, аби обійти у групі бурундійців, але гра завершилась внічию 1:1, тому Габон не зміг кваліфікуватись на континентальну першість.
Свій перший гол він забив 5 вересня 2021 року в матчі кваліфікації до чемпіонату світу 2022 року з Єгиптом (1:1).
У складі збірної брав участь у Кубку африканських націй 2021 року в Камеруні, забивши гол наприкінці матчі проти Гани, завдяки чому його команда зіграла внічию 1:1 і вийшла з групи.